# Вощилиха
Вощи́лиха — село в Україні, у Сумській області, Роменському районі. Входить до складу Хмелівської сільської громади. До 2020 орган місцевого самоврядування — Басівська сільська рада.

## Географія
Село Вощилиха розташоване на правому березі річки Сула, вище за течією на відстані 3,5 км розташоване село Ракова Січ, нижче за течією на відстані 1,5 км село Великі Будки, на протилежному березі — село Вовківці. Неподалік від села розташований заказник «Вощилиха».

## Історія
Село постраждало внаслідок геноциду українського народу, проведеного урядом СРСР 1923-1933 та 1946-1947 роках.
12 червня 2020 року, відповідно до розпорядження Кабінету Міністрів України № 723-р «Про визначення адміністративних центрів та затвердження територій територіальних громад Сумської області», село увійшло до складу Хмелівської сільської громади.
19 липня 2020 року, в результаті адміністративно-територіальної реформи та ліквідації Роменського району(1930-2020), громада увійшла до складу новоутвореного Роменського району.

## Населення
Населення за даними перепису 2001 року становило 226 осіб.

### Мовний склад
Рідна мова населення за даними перепису 2001 року:
| Мова       | Чисельність, осіб | Доля     |
| ---------- | ----------------- | -------- |
| Українська | 222               | 98,23 %  |
| Інші       | 4                 | 1,77 %   |
| Разом      | 226               | 100,00 % |

## Відомі люди
- Дудка Йосип Михайлович — український поет, педагог.
- Півторак Сергій Миколайович — скульптор, художник, член Національної спілки художників України.